# Le Périscope (film, 1916)
Pour les articles homonymes, voir Périscope (homonymie).
Pour plus de détails, voir Fiche technique et Distribution.
Le Périscope est un film muet français réalisé par Abel Gance, sorti en 1916. 
Le film est tourné en septembre 1915 à Ploumanac'h en Bretagne en même temps que Ce que les flots racontent et Le Fou de la falaise.

## Fiche technique
- Réalisation et scénario : Abel Gance
- Photographie : Léonce-Henri Burel et Dubois
- Producteur : Louis Nalpas
- Société de production : Delac et Vandal
- Pays d'origine : France
- Format : Muet - Noir et blanc - 1,33:1 - 35 mm
- Dates de sortie :
  - France : 1916

## Distribution
- Albert Dieudonné : William Bell
- Henri Maillard : Damores
- Yvonne Sergyl : Manoela Damores
- Georges Raulin : Geoffrey Bell
- Mlle Savigny : Clelia Damores